# ساعة يد

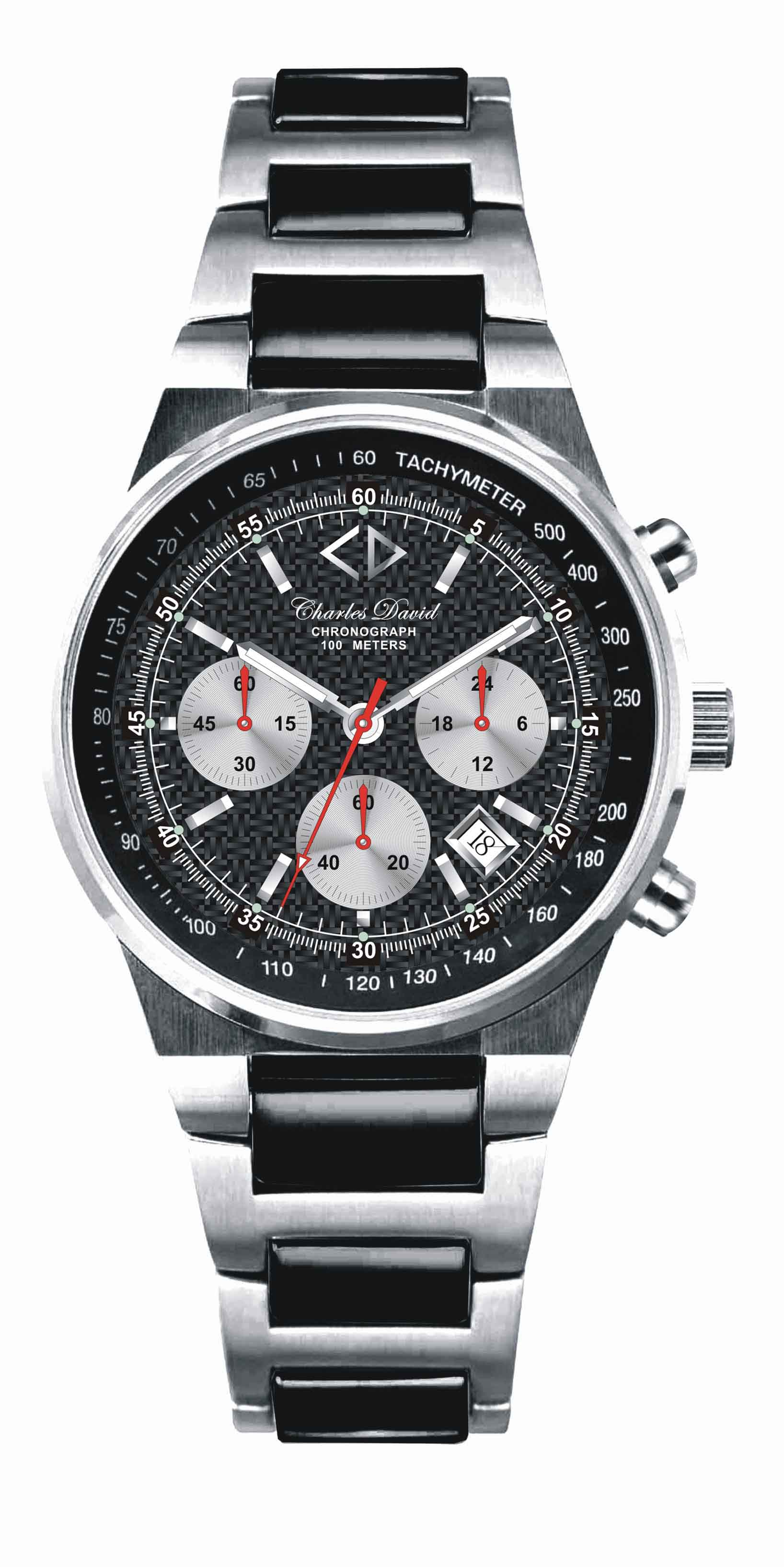
ساعة يد.

ساعة رُسْغ أو ساعة اليد هي آلة صغيرة تقيس الوقت (ساعة)، يستخدمها الناس للتعرف على الوقت وهي تطور لساعة كانت تحمل في الجيب.

## نبذة تاريخية
يُنسب الفضل في صناعة أول ساعة صغيرة، تاريخيًا، إلى بيتر هينلاين، صانع الأقفال الألماني؛ فقد اخترع هينلاين في مطلع القرن السادس عشر الميلادي نابضًا رئيسيًا لتزويد الساعة بالقدرة. وكانت الساعات تدار في ذلك الوقت بوساطة الأوزان المتدلية. ولكي تعمل الساعة فلابد أن تبقى ثابتة في الوضع الرأسي لكي تعمل الأوزان المعلقة بها. ولقد مكنت النوابض صانعي الساعات من إنتاج ساعات صغيرة متنقلة. وسرعان ما انتشرت صناعة الساعات في إنجلترا، وفرنسا، وسويسرا.
كانت الساعات الأولى ثقيلة وغير دقيقة، وكانت ثقيلة لدرجة أنها كانت تعلق حول الرقبة أو تتدلى من حزام. وكانت الساعات الأولى ذات ذراع (عقرب) واحدة فقط، وعلبتها كروية أو أسطوانية. وفي أواسط القرن السابع عشر الميلادي انتشرت أشكال غير عادية للساعات.
وفي أواخر القرن السابع عشر الميلادي، زُوِّد العديد من الساعات بعقارب للدقائق. ولكن لم تصبح عقرب الثواني شائعة في الساعات إلا في القرن العشرين. ولقد طُوِّرت آليات نابض التوازن وعتلة إدارة الانفلات في أواخر القرن الثامن عشر الميلادي.
وأصبحت الساعات، في أواخر القرن السابع عشر، صغيرة وخفيفة بدرجة سمحت بوضعها داخل جيب المعطف أو الصدرية. وكانت ساعات الجيب الأكثر انتشارًا على مدى أكثر من 200 عام. وأصبحت ساعات اليد شائعة في أواخر القرن التاسع عشر الميلادي، غير أنها كانت آنذاك مصممة للنساء فقط. وتيقن الجنود أثناء الحرب العالمية الأولى (1914- 1918م) أن ساعات اليد أنسب من ساعات الجيب. ونتيجة لذلك، أصبحت ساعات اليد مقبولة للرجال أيضاً.
وقد دخلت الساعات الكهربائية المقارنة التي تزوَّد بالقدرة عن طريق بطارية صغيرة جدًا، إلى الاستعمال خلال خمسينيات القرن العشرين، واستعْملَت هذه الساعات في بداية الأمر عجلة توازن كأساس للوقت، ولكنها احتوت فيما بعد على شوكة ضبط مهتزة عملت كأساس للوقت بنفس الطريقة تقريباً التي تعمل بها بلورات الكوارتز في الساعات الإلكترونية. وظهر في بداية العقد الثامن من القرن العشرين ساعات الكوارتز، ونظراً لدقتها فإنها سرعان ما حلت محل الساعات الكهربائية المبتكرة وجعلتها عديمة الاستخدام.

## أنواع الساعات
تُلْبَس معظم ساعات اليد حول المعصم. وقبل العشرينيات من القرن العشرين كان يُحمل معظمها في الجيوب أو في حقيبة اليد. وقد استخْدَمت النساء في الماضي ساعة اليد للزينة والزخرفة وحملنها كقلائد وأقراط أو مشابك. وتتراوح ساعة اليد في وقتنا الحاضر بين النماذج الصغيرة قليلة التكلفة جداً والنماذج المزخرفة المرصَّعة بالأحجار الكريمة باهظة التكلفة التي تكلف أكثر مما تكلفه سيارة غالية الثمن. وتظهر ساعة اليد التقليدية الوقت بوساطة عقارب تشير إلى أرقام أو علامات على قرص مدرج أو ميناء ساعة اليد. وقد عُرفت هذه الطريقة لإظهار الوقت بطريقة العرض المقارن. وتُستخدم حاليًا البلُّورات السائلة لإظهار الوقت بطريقة تُعرف بطريقة العرض الرقمي.
ويقدم العديد من ساعات اليد معلومات إضافية زيادة على مرور الساعات والدقائق إذ توضح الغالبية أيضاً مرور الثواني. ويُظْهِر العديد منها أيام الأسبوع والتاريخ والسنة. وتُصْدِر بعض ساعات اليد صوت إنذار عند الوقت المرغوب فيه. كما تظهر بعض ساعات اليد الجديدة ذات الوظائف الخاصة نبض حاملها أو درجة حرارة جسمه. وتحتوي بعض ساعات اليد على ألعاب إلكترونية وآلات حاسبة صغيرة لحل بعض المسائل الرياضية والان أصبحت هناك ساعات تقوم بكامل مهام الهاتف الذكي.

## كيفية عمل ساعات اليد
تتكون ساعة اليد من جزءين أساسيين هما العلبة والأجزاء الحركية الموجودة داخل العلبة. وتقوم أجزاء الحركة بإظهار الوقت وإدارة ساعة اليد، وضبط سرعتها. وتختلف بعض ساعات اليد عن بعضها الآخر تبعًا للطريقة التي تُؤدِّي بها أجزاؤها المتحركة هذه الوظائف. وتقسم هذه المقالة ساعات اليد إلى مجموعتين:
- ساعات يد ميكانيكية.
- ساعات يد إلكترونية، وذلك تبعًا للكيفية التي تُزَوَّد بها كل منهما بالقدرة المحركة.

### ساعات اليد الميكانيكية
تزوَّد ساعات اليد هذه بالقوة المحرِّكة بوساطة نابض ـ أو زنبرك ـ ملفوف يُعْرف باسم النابض الرئيسي. يُلَفُّ النابض الرئيسي في العديد من ساعات اليد الميكانيكية بوساطة مقبض تدوير أو تاج يتصل بعمود التشغيل داخل العلبة. وتحتوي ساعات اليد الأخرى المعروفة باسم الساعات ذاتية التعبئة على آلية وزن تقوم بلف النابض الرئيسي تلقائيًا عندما تتحرك ساعة اليد. وحالما تدور ساعة اليد، ينفلت النابض الرئيسي وتدير القدرة الناتجة عن انفلاته أو انفكاكه العديد من العجلات الصغيرة جداً المسننة والمعشقة والمتصلة ببعضها على هيئة قافلة. وتتصل عقارب ساعة اليد كل على حدة بالعجلات المسننة والمعشقة التي تدور بسرعات محددة. وتحدد سرعة العجلات جزئيًا بآلية تسمى ميزان الساعة.
يحتوي ميزان الساعة على عجلة الانفلات، وعجلة التوازن، ونابض التوازن، والعتلة السقاطة. وتتصل عجلة الانفلات بمجموعة التروس، وهي تدور عندما تعمل ساعة اليد. وتنقل عجلة ميزان الساعة أيضًا.القوة المحركة إلى عجلة التوازن التي تعتبر قاعدة الوقت، أو أداة حفظ الوقت لساعة اليد. ويعمل نابض التوازن الذي يدعى كذلك النابض الشَّعري على تذبذب عجلة الاتزان ذهاباً وجيئة بتردد محدد. وتتذبذب معظم عجلات التوازن خمس أو ست مرات في الثانية. ولعتلة السقاطة خطافان، واحد عند كل نهاية من نهاياتها. ويقوم خطَّافا عتلة السقاطة بالإمساك بعجلة الانفلات. وتتسبب كل ذبذبة لعجلة التوازن في تأرجح عجلة السقاطة وبالتالي تتمكن عجلة الانفلات لفترة وجيزة من الإفلات من قبضة خطافي العتلة، ويؤدي هذا إلى دورانها قليلاً قبل أن يعود خطافا العتلة بالإمساك بها من جديد ويوقفا حركتها. وتنتج من آلية عمل عجلة الانفلات صوت الطرق (تيك تيك) المُميز لساعات اليد الميكانيكية. ويتم نقل كل حركة بسيطة لعجلة الانفلات من خلال تروس أخرى في القافلة إلى عقارب الساعة. ونظراً لقيام عجلة التوازن من خلال تذبذباتها بالتحكم في سرعة عجلة الانفلات، لذا تعتبر عملية التوازن هي المسؤولة عن دقة التوقيت في الساعة.
يوجد في ساعات اليد الميكانيكية ما يزيد على 100 جزء ضمن مجموعة أجزاء الحركة. وتُصنع بعض أجزاء ساعات اليد باهظة التكاليف يدويًا لضمان الدقة والديمومة. كما تُصنع المشابك الخطافية وأجزاء أخرى متنوعة لساعات اليد من قطع مجوهرات صغيرة وصلدة مثل الياقوت الطبيعي أو الاصطناعي، وذلك لتقليل التحات أو التآكل. وتحتوي مثل ساعات اليد هذه على أكثر من 15 قطعة من الجواهر.
وهناك نوع من ساعات اليد الميكانيكية يعرف بساعات اليد إبرية العتلة. ولاتجهز أجزاء هذه الساعات يدوياً؛ والمشابك الخطافية للعتلة السقاطة إبر فلزية بدلاً من الجواهر. وتمتاز هذه الساعات بانخفاض التكلفة، ولكنها تبلى بسرعة أكبر من ساعات اليد الأخرى الفاخرة. وإذا ضبطت ساعات اليد إبرية العتلة بدقة بمعرفة الساعاتي فيمكنها العمل بدقة مماثلة لأكثر ساعات اليد تكلفة، المزودة بالجواهر.

### ساعات اليد الإلكترونية
تحتوي ساعات اليد الإلكترونية على بلُّورات صغيرة من الكوارتز. وتصل دقة بعض هذه الساعات إلى حوالي 60 ثانية (تقديمًا أو تأخيرًا) في السنة. ويُحسب الوقت في هذه الساعات على ذبذبة بلُّورة الكوارتز، حيث تتذبذب معظم البلُّورات حوالي 32,768 مرة في الثانية. وتحتوي ساعات الكوارتز على دائرة إلكترونية متكاملة تُزَوَّد بالقدرة المحركة عن طريق بطارية. وتُثَبَّت الدائرة على قطعة صغيرة جدًا من السليكون تعرف بالرقاقة.
الإلكترونيات: حافظ هذه الرقاقة على تذبذب البلورة، وتقوم كذلك بترجمة الذبذبات إلى نبضات كهربائية. وتُنَشِّط النبضات في ساعات اليد الإلكترونية المقارنة محرِّكاً صغيرًا جدًا، يقوم بدوره بتحريك عقارب الساعة بالسرعات المضبوطة.
هناك ساعة يد إلكترونية أخرى تعرف بساعة الحالة الصلبة تستخدم أيضاً الكوارتز كأساس للوقت، ولا توجد في هذه الساعة أجزاء متحركة. وبدلاً من ذلك، تقوم الدوائر في ساعات الحالة الصلبة بترجمة بيانات الوقت مباشرة على شاشة عرض البلور السائل على وجه الساعة. وتُظهر معظم شاشات عرض البلور السائل الوقت على هيئة أرقام. وتكمن طبقة البلور السائل الرقيقة في شاشة عرض البلور السائل الرقمية بين طبقتين من الزجاج. وتُطبع الأشكال الرقمية على الزجاج بوساطة طبقة تغليف شفافة موصلة للكهرباء. وتكون هذه الأرقام، في العادة، غير مرئية. ولكن عند تعريض طبقة التغليف لتأثير شحنة كهربائية، يصبح البلور السائل مرئيًّا كأرقام مظلمة. ويشكل البلور السائل نمط عقارب الساعة لإظهار الوقت في الساعات المقارنة بدلاً من الأرقام في الساعات ذات شاشات عرض البلور السائل. ويحتاج إظهار الوقت في البلّور السائل إلى كمية ضئيلة من القدرة. ويتم الحصول على هذه القدرة من بطارية، وهكذا يظهر عرض الوقت بصفة مستمرة ولكن لا يمكن رؤية العرض بوضوح في الضوء الخافت. ويوجد في بعض ساعات شاشات عرض البلور السائل ضوء يمكن إطلاقه لإنارة وجهها؛ ومن ثم قراءة الوقت.

## استخدامات ساعة اليد
وتقدم العديد من ساعات اليد معلومات إضافية زيادة على مرور الساعات والدقائق إذ توضح الغالبية أيضاً مرور الثواني. ويُظْهِر العديد منها أيام الأسبوع والتاريخ والسنة. وتُصْدِر بعض ساعات اليد صوت إنذار عند الوقت المرغوب فيه. كما تظهر بعض ساعات اليد الجديدة ذات الوظائف الخاصة نبض حاملها أو درجة حرارة جسمه. وتحتوي بعض ساعات اليد على ألعاب إلكترونية وآلات حاسبة صغيرة لحل بعض المسائل الرياضية.